# Golić (Bisaga)
Golić (Bisaga Mala) je nenaseljeni otočić u hrvatskom dijelu Jadranskog mora, kod otoka Bisage.
Njegova površina iznosi 0,011 km². Dužina obalne crte iznosi 0,43 km.